# 外环江津长江大桥
外环江津长江大桥是中国首座跨长江叠合梁斜拉桥，位于重庆市江津区几江镇与九龙坡区西彭镇之间的长江上，为重庆绕城高速公路的一部分。大桥桥宽为34.5m，设计车速100km/h 。大桥全长约1,172m，主桥为双塔双索面斜拉桥，主桥长879m，主跨436m，主桥孔跨布置为（35.5+186+436+186+35.5）m。大桥共设双向8个车道，先期建成6个，预留两个车道。大桥于2006年1月8日开工建设，2009年12月31日建成通车。
大桥在施工时的名称暂定为江津观音岩长江大桥，后被正式定名为外环江津长江大桥。